# 김택진
김택진(金澤辰, 1967년 3월 14일 ~ )은 대한민국의 기업인이다. 서울특별시에서 2남 1녀 중 장남으로 태어났으며, 1살 아래의 남동생(김택헌 - 엔씨소프트 부사장)이 한명 있다. 서울 대일고등학교를 졸업하고 서울대학교 전자공학과 학사, 석사 학위를 마쳤으며 박사과정 중 엔씨소프트를 창립했다. 엔씨소프트 창립 이전 ‘아래아한글’을 공동 개발했으며, 한메소프트를 창립하여 도스용 ‘한메타자교사’를 개발하는 등, 소프트웨어 개발자로서 명성을 얻었다. 온라인게임 ‘리니지’, ‘리니지2’, ‘길드워’ 등을 통해 엔씨소프트를 세계적인 게임기업으로 성장시켰으며 2007년 12월 대한민국문화콘텐츠 해외진출유공자포상 대통령표창을 받았다.

## 학력
- 1985년 2월 - 대일고등학교 졸업
- 1989년 2월 - 서울대학교 공과대학 전자공학과 학사
- 1991년 2월 - 서울대학교 공과대학 전자공학과 석사
- 1997년 2월 - 서울대학교 공과대학 컴퓨터공학과 박사과정 중퇴

## 경력
- 1985년 ~ 1989년 - 서울대학교 컴퓨터 연구회 활동
- 1989년 - 아래아한글 공동개발
- 1989년 - 한메소프트 창립(한메타자교사, 한메한글 개발)
- 1991년 ~ 1992년 - 현대전자 보스턴 R&D Center 파견 근무
- 1995년 ~ 1996년 - 현대전자, 국내 최초의 인터넷 온라인 서비스 아미넷(現 신비로) 개발 팀장
- 1997년 3월 - 엔씨소프트 창립
- 2008년 ~ 현재 - 엔씨소프트 대표이사, CEO
- 2011년 ~ 현재 - NC 다이노스 구단주
- 2015년 ~ 현재 - 고양 다이노스 구단주
- 2021년 2월 ~ 서울상공회의소 부회장

## 수상 내역
- 2001년 7월 - Business Week’ 선정 ‘아시아의 스타’상 수상
- 2001년 11월 - The Far Eastern Economic Review 선정‘변화를 주도한 인물’(Making a Difference)상 수상
- 2001년 12월 - 문화관광부 2001 문화산업 발전 기여 표창 수상
- 2002년 8월 - WEF(세계경제포럼)선정 한국대표 '아시아 차세대 리더' 18人
- 2002년 9월 - 한국과학문화재단 선정 '닮고싶은 과학기술인' 10人
- 2002년 9월 - Business Week’ 선정 '세계 e비즈 영향력있는 25人'
- 2003년 2월 - 한국 산업기술진흥협회 주최 기술경영인상‘최고경영자상
- 2007년 12월 - 대한민국문화콘텐츠 해외진출유공자포상 대통령표창
- 2009년, 2012년 - 매경이코노미 선정 올해의 CEO
- 2009년 - 제3회 언스트앤영 엔터테인먼트부문 최우수 기업가상

## 가족 관계
- 아버지: 김이민 (1939년 ~ 2024년 5월 28일)
- 어머니: 장순례 (1942년 ~ )
- 첫째 배우자: 정모씨 - 2004년 이혼
- 둘째 배우자: 윤송이 (1975년 12월 26일 ~ ) - 재혼
  - 의봇 장남: 김동욱 (1995년 ~ )
  - 의봇 차남: 김정욱 (1998년 ~ )
  - 삼남: 김담욱 (2008년 ~ )
  - 사남: 김선욱 (2011년 ~ )
- 남동생: 김택헌 (1968년 ~ )
- 여동생: 김경진 (1972년 ~ )

## 사건 및 사고

### 부친 피살 사건
2017년 10월 26일, 그의 장인인 부동산 업자 윤씨(68세)가 살해되었다. 대장동 개발에 그와 그의 아내인 윤송이이 연루된 것이 밝혀지면서 대장동 개발과 해당 살인 사건의 연관성이 제기되었다.

## 같이 보기
- 김정주
- 송재경
- 허진호